# Kino (groupe britannique)
Pour les articles homonymes, voir Kino.
Ne pas confondre avec le groupe russe du même nom
Kino est un groupe de rock néo-progressif britannique. L'activité du groupe ne dure initialement que deux ans, entre 2004 et 2006. À la fin 2017, le groupe annonce son retour avec l'album Radio Voltaire publié en mars 2018.

## Biographie
Kino est formé en 2004, et composé de membres d'autres groupes de rock progressif : John Mitchell (Arena, The Urbane, Frost*) ; Pete Trewavas (Marillion et Transatlantic) ; John Beck et Bob Dalton (It Bites) ; Chris Maitland (ancien membre de Porcupine Tree). Leur premier album, Picture, est sorti en février 2005. La même année sort la compilation Cutting Room Floor. Un an plus tard, en 2006, le groupe se met en pause.
Le groupe reste inactif entre 2006 et 2018, Mitchell ayant rejoint Beck et Dalton au sein de It Bites, remplaçant le guitariste Francis Dunnery, tournant en 2006 et publiant deux albums ; le groupe n'apparaitra depuis, plus sur le site web de leur label, InsideOut Music.
Cependant, en janvier 2018, le retour de Mitchell, Trewavas et Beck est annoncé, avec Craig Blundell en remplacement de Chris Maitland à la batterie. Un nouvel album studio, Radio Voltaire est publié en mars 2018,,.

## Membres
- John Mitchell - chant, guitare
- Pete Trewavas - guitare basse, chœurs
- John Beck - claviers, chœurs
- Bob Dalton - batterie, percussions, chœurs
- Chris Maitland (enregistrement en studio pour Picture) - batterie, percussions, chœurs

## Discographie
- 2005 : Picture
- 2005 : Cutting Room Floor (compilation)
- 2018 : Radio Voltaire